# サウスフィールズ駅
サウスフィールズ駅（サウスフィールズえき、英語: Southfields station）は、ロンドンのウォンズワース区にあるロンドン地下鉄の駅である。
ディストリクト線のウィンブルドン支線にある地上駅。トラベルカードゾーンは3。
世界的に有名なテニスのウィンブルドン選手権が開催されるオールイングランド・ローンテニス・アンド・クローケー・クラブの最寄り駅である。なお、距離的には南隣のウィンブルドン・パーク駅の方が近いが、実際に会場まで歩く距離はこちらのほうが短い。

## 構造
島式ホーム1面2線の地上駅。線路の上をウィンブルドン・パーク・ロードとAugustus Road・Replingham Roadとの交差点がまたいでおり、駅舎はこの交差点に面した橋上駅舎となっている。

## 歴史
この駅は、1889年6月3日にメトロポリタン・ディストリクト鉄道（略称MDR、現在のディストリクト線）がパットニー・ブリッジ駅からウィンブルドン駅まで延伸開業した際に、同鉄道により開業した。当駅を含む区間はロンドン&サウスウエスタン鉄道 (L&SWR) によって建設されたもので（つまりMDRは直通運転をしていたことになる）、L&SWRの列車は同年7月1日よりクラパムジャンクション駅から接続駅のイースト・パットニー駅、そして当駅を経由してウィンブルドン駅方面へ運行するようになった（両線の列車が運行されていた）。
当駅を含む、パットニー・ブリッジ駅からウィンブルドン駅までの区間はロンドン地下鉄において蒸気機関車から電車へと転換された最後の区間となった。電車運行は1905年8月27日に開始されている。
サザン鉄道（略称はSR、L&SWRを継承した鉄道会社）による列車の運行は1941年5月4日に終了したが、路線・駅の所有権は1994年4月1日にロンドン地下鉄へ移管されるまで（サザン鉄道をさらに継承した）ナショナル・レールに残っており、移管の時までこの駅はイギリス国鉄の駅であった。

## 開発
2012年、オール・イングランド・クラブで開催されたロンドンオリンピックのテニスで、増加する乗客に備えてホーム階と駅出入口・切符売場のある階との間にエレベーターを設置し、2010年6月21日から運用を始めた。駅全体の改修と拡張工事は2009年3月に始まり、2010年後半に完了した。駅舎の東に位置していた店舗を取り壊してその用地を新しい切符売り場にした。

## トリビア
この駅のプラットホームは、毎年ウィンブルドン選手権の時期に、特定の会社の広告によるイメージチェンジを受ける。例えば、2006年には駅のホームはベンチのように赤いフローリングで覆われた。これは、アメリカンエキスプレスがエイズに関するチャリティー活動を支援するためにクレジットカードのキャンペーン広告をしたものである。2005年には、テレビが設置されていたが、これもアメリカンエキスプレスによるものであった。
この駅は隣のウィンブルドン・パーク駅と同じ設計であるが、両駅共に改装されている。サウス・フィールズ駅はウィンブルドン選手権の間の大量の乗降客に対応するために改造されている。駅の階段の左側はレンガ造りの外側に木造で広げられている。階段の左側にある柱は元々は駅の外装の一部であった。また、現在の出入口は切符売り場内にある元々の出入口の西側に開かれ、短い歩道橋が階段の上部から線路をまたいでウィンブルドン・パーク・ロードへと架けられている（かつて歩道橋は閉鎖されて倉庫として利用されたことがあったが、ロンドン地下鉄に移管された後に再び出口として用いられるようになっている。）。
ナショナル・レールからロンドン地下鉄に駅を移管した際、駅の西側（北行き）線路の上層に仮設の切符売り場が建設され、歩道橋の壁が撤去された。この仮設切符売り場および売り場が設置されていた床は現在撤去されているが、現在も土台が残っている。

## 乗り換え
サウスフィールド駅からは39系統と493系統の2種の系統のバスに乗り換えが可能である。
39系統はクラパムジャンクション駅からウォンズワース、サウスフィールド駅、およびパットニー駅を経由してパットニー・ブリッジ駅に向かう。
493系統はセント・ジョージ病院 (St George's Hospital) からトゥーティング・ブロードウェイ駅（Tooting Broadway）、コリアーズ・ウッド駅（Colliers Wood）、サウス・ウィンブルドン駅（South Wimbledon）、ウィンブルドン駅、オールイングランド・ローンテニス・アンド・クローケー・クラブ、サウスフィールド駅、パトニー・ヒースPutney Heath、モルトレイク駅（Mortlake）、ノース・シーン駅（North Sheen）、リッチモンド・バスステーション (Richmond Bus Station) およびリッチモンド駅（Richmond Station）を経由してリッチモンドに至る。
156系統およびN87系統深夜バスのルートがサウスフィールド駅から5分ほど歩いたMerton Roadを通過している。
また、ウィンブルドン選手権の間の2週間は、サウスフィールズ駅からテニスコートまでのシャトルバスが運行される。このバスはトラベルカードとバスパスが利用できない。

## 隣の駅
ロンドン交通局
ロンドン地下鉄
■ディストリクト線
ウィンブルドン支線
ウィンブルドン・パーク駅 - サウスフィールズ駅 - イースト・パットニー駅